# Матю Леки
Матю Алън Леки (на английски: Mathew Allan Leckie) роден на 4 февруари 1991 г. в Мелбърн, Австралия е австралийски футболист, който играе на поста полузащитник. Състезател на  Мелбърн Сити и националния отбор на Австралия. Участник на Мондиал 2022.

## Постижения

### Мелбърн Сити
- Шампион на Австралия (2): 2020–21, 2021-22

### Австралия
- Купа на Азия (1): 2015